# Église Saint-Pierre-et-Saint-Paul de Méaudre
L'église Saint-Pierre-et-Saint-Paul de Méaudre est une église catholique française, situé dans le département de l'Isère sur la commune de Méaudre.

## Historique
L'église, dédiée à saint Pierre et saint Paul, fut construite entre 1883 et 1886, en remplacement de l’ancienne, détruite par un incendie provoqué par la foudre le 16 août 1877.
Des travaux de peinture ont été terminés en juin 2015. Après la restauration elle a accueilli le  19e Festival de musiques en Vercors.